# نظرية مثقلة
في فلسفة العلوم، يُقال إن الرصد "مثقل بالنظريات" عندما تتأثر بالافتراضات النظرية التي يعتنقها الباحث. ترتبط أطروحة "مثقل بالنظريات" ارتباطًا وثيقًا بأعمال نوروود راسل هانسون وتوماس كون وبول فايراباند في أواخر الخمسينيات وأوائل الستينيات، وربما طرحها بيير دويم لأول مرة (ضمنيًا على الأقل) قبل حوالي 50 عامًا.